# Рок (округ, Вісконсин)
Шаблон:StateAbbr_ 42°40′ пн. ш. 89°04′ зх. д. / 42.67° пн. ш. 89.07° зх. д.
Рок (англ. Rock County) — округ (графство) у штаті Вісконсин, США. Ідентифікатор округу 55105.

## Історія
Округ утворений 1836 року.

## Демографія
За даними перепису
2000 року
загальне населення округу становило 152307 осіб, зокрема міського населення було 119180, а сільського — 33127.
Серед них чоловіків — 74980, а жінок — 77327. В окрузі було 58617 домогосподарств, 40403 родин, які мешкали в 62187 будинках.
Середній розмір родини становив 3,03.
Віковий розподіл населення поданий у таблиці:
| Стать    | До 15 років | 15-21 | 22-29 | 30-39 | 40-49 | 50-65 | 65-85 | Понад 85 |
| -------- | ----------- | ----- | ----- | ----- | ----- | ----- | ----- | -------- |
| Чоловіки | 17253       | 7557  | 7497  | 11616 | 11835 | 11197 | 7301  | 724      |
| Жінки    | 16298       | 7177  | 7388  | 11606 | 11726 | 11762 | 9542  | 1828     |

## Суміжні округи
- Дейн — північ
- Джефферсон — північний схід
- Волворт — схід
- Бун, Іллінойс — південь
- Віннебаґо, Іллінойс — південь
- Ґрін — захід

## Виноски
1. ↑  U.S. Decennial Census. United States Census Bureau. Процитовано 8 серпня 2015.
2. ↑  Historical Census Browser. University of Virginia Library. Архів оригіналу за 11 серпня 2012. Процитовано 8 серпня 2015.
3. ↑  Forstall, Richard L., ред. (27 березня 1995). Population of Counties by Decennial Census: 1900 to 1990. United States Census Bureau. Процитовано 8 серпня 2015.
4. ↑  Census 2000 PHC-T-4. Ranking Tables for Counties: 1990 and 2000 (PDF). United States Census Bureau. 2 квітня 2001. Процитовано 8 серпня 2015.
5. ↑  State & County QuickFacts. United States Census Bureau. Архів оригіналу за 11 серпня 2011. Процитовано 23 січня 2014.(англ.) Наведено за англійською вікіпедією.
6. ↑  American FactFinder. Бюро перепису населення США. Архів оригіналу за 26 лютого 2012. Процитовано 31 січня 2008.

| США | Це незавершена стаття з географії США. Ви можете допомогти проєкту, виправивши або дописавши її. |